# في البحرية (فلم)
في البحرية (بالإنجليزية: In the Navy) هو فيلم أبيض وأسود كوميدي أمريكي صدر عام 1941 من إخراج آرثر لوبين وبطولة فريق أبوت وكوستيلو إلى جانب ديك باول وكلير دود والأخوات أندروز. تم إنتاجه وتوزيعه بواسطة يونيفرسال بيكتشرز، وكان ثاني فيلم كوميدي عسكري مبني على قانون التدريب والخدمة الانتقائية عام 1940. ظهر فريق الكوميديا في فيلمين آخرين من أفلام الخدمة الكوميدية في عام 1941، قبل دخول الولايات المتحدة الحرب: فيلم جندي خاص الذي صدر في يناير وفيلم ابقهم يحلقون الذي صدر في نوفمبر.

## ملخص القصة
يتخلى المغني الشعبي روس رايموند عن مسيرته المهنية في ذروتها وينضم إلى البحرية مستخدمًا اسمه الحقيقي، تومي هالستيد. ومع ذلك تكتشف دوروثي روبرتس وهي مراسلة، هويته وتتبعه على أمل تصويره والكشف عن هويته للعالم.
على متن السفينة الحربية ألاباما، يلتقي تومي بسمويكي وبومروي، اللذان يساعدان في إخفائه عن دوروثي، التي تحيك العديد من الخطط في محاولة لتصوير تومي/روس وهو بحار. يقع بومروي في حب باتي أندروز، ويرسل لها العديد من رسائل الاعجاب، ويحاول إقناعها بقصص كاذبة عن لياقته البدنية ورتبته البحرية، في النهاية تكتشف باتي أن بومروي ليس سوى خباز، ويقضي بومروي جزءًا كبيرًا من الفيلم في محاولة لكسب عاطفتها.

## طاقم التمثيل
- باد أبوت بدور سموكي آدامز
- لو كوستيلو بدور بومروي واتسون
- ديك باول بدور توماس هالستيد
- كلير دود بدور دوروثي روبرتس
- أخوات أندروز بدورهن
- ديك فورن بدور ديناميت دوغان
- بيلي لينهارت بدور بوتش
- كينيث براون بدور بادي
- شيمب هوارد بدور ديزي

## روابط خارجية
- In the Navy على فهرس معهد الفيلم الأمريكي
- In the Navy  في قاعدة بيانات الأفلام على الإنترنت (بالإنجليزية)
- In the Navy في قاعدة بيانات تيرنر كلاسيك موفيز للأفلام.